# Squash nos Jogos Pan-Americanos de 2015 - Duplas femininas
A competição das duplas femininas foi um dos eventos do squash nos Jogos Pan-Americanos de 2015, em Toronto. Foi disputada no Centro de Exposições entre os dias 13 e 14 de julho.  

## Calendário
Horário local (UTC-4).
| Data        | Horário | Fase             |
| ----------- | ------- | ---------------- |
| 13 de julho | 9:06    | Quartas de final |
| 13 de julho | 18:34   | Semifinal        |
| 14 de julho | 19:08   | Final            |

## Medalhistas
| Ouro   | USA Natalie Grainger e Amanda Sobhy                                        |
| Prata  | CAN Samantha Cornett e Nikki Todd                                          |
| Bronze | MEX Samantha Terán e Karla Urrutia COL Catalina Peláez e Laura Tovar Pérez |

## Resultados
| Quartas de final | Quartas de final           | Quartas de final | Quartas de final | Quartas de final |  |  | Semifinal | Semifinal                  | Semifinal | Semifinal | Semifinal |  |  | Semifinal | Semifinal              | Semifinal | Semifinal | Semifinal |
|                  |                            |                  |                  |                  |  |  |           |                            |           |           |           |  |  |           |                        |           |           |           |
|                  | MEX S Terán K Urrutia      | 11               | 8                | 11               |  |  |           |                            |           |           |           |  |  |           |                        |           |           |           |
|                  | CHI G Delgado A Pinto      | 9                | 11               | 7                |  |  |           | MEX S Terán K Urrutia      | 2         | 7         |           |  |  |           |                        |           |           |           |
|                  | GUA P Anckermann W Bonilla | 7                | 5                |                  |  |  |           | CAN S Cornett N Todd       | 11        | 11        |           |  |  |           |                        |           |           |           |
|                  | CAN S Cornett N Todd       | 11               | 11               |                  |  |  |           |                            |           |           |           |  |  |           | CAN S Cornett N Todd   | 9         | 11        | 6         |
|                  | BRA T Damasio G Veiga      | 3                | 10               |                  |  |  |           |                            |           |           |           |  |  |           | USA N Grainger A Sobhy | 11        | 9         | 11        |
|                  | USA N Grainger A Sobhy     | 11               | 11               |                  |  |  |           | USA N Grainger A Sobhy     | 11        | 11        |           |  |  |           |                        |           |           |           |
|                  | ARG M Falcione F Rocha     | 2                | 6                |                  |  |  |           | COL C Peláez L Tovar Pérez | 6         | 6         |           |  |  |           |                        |           |           |           |
|                  | COL C Peláez L Tovar Pérez | 11               | 11               |                  |  |  |           |                            |           |           |           |  |  |           |                        |           |           |           |

## Colocação final
| Pos.              | Nome                              | Nacionalidade      |
| ----------------- | --------------------------------- | ------------------ |
| Medalha de ouro   | Natalie Grainger Amanda Sobhy     | USA Estados Unidos |
| Medalha de prata  | Samantha Cornett Nikki Todd       | CAN Canadá         |
| Medalha de bronze | Samantha Terán Karla Urrutia      | MEX México         |
| Medalha de bronze | Catalina Peláez Laura Tovar Pérez | COL Colômbia       |
| 5                 | Maria Falcione Fernanda Rocha     | ARG Argentina      |
| 5                 | Tatiana Damasio Giovanna Veiga    | BRA Brasil         |
| 5                 | Giselle Delgado Anita Pinto       | CHI Chile          |
| 5                 | Pamela Anckermann Winifer Bonilla | GUA Guatemala      |